# یال ساحلی

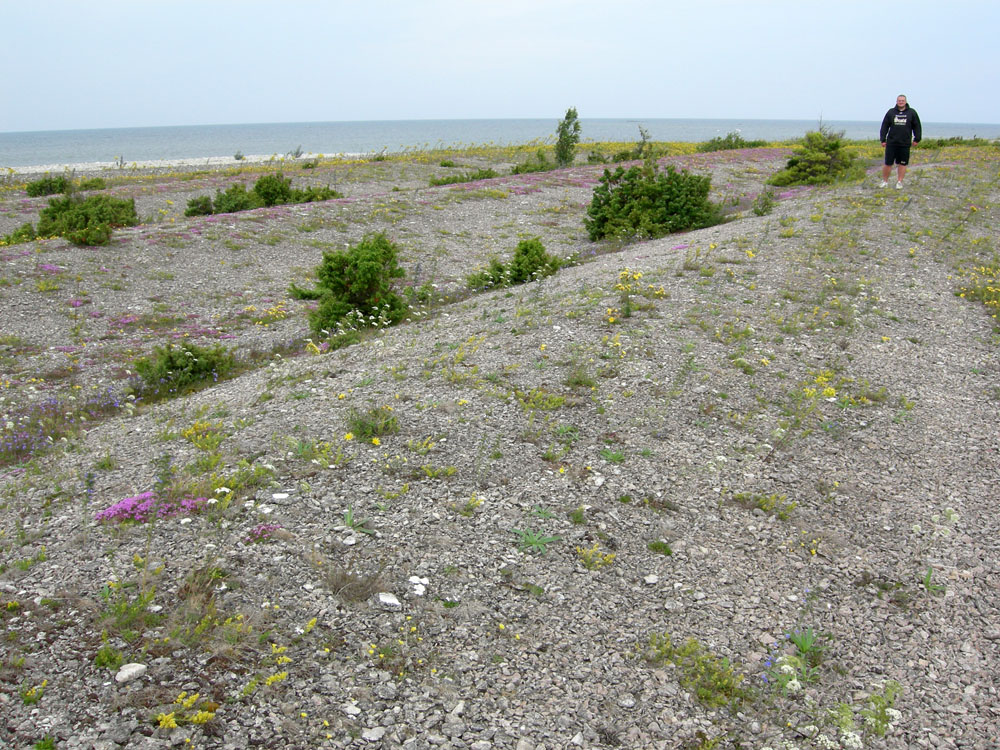
پشته‌های ساحلی در ساحل شمالی Saaremaa، استونی.

یال ساحلی یا پشته ساحلی (به انگلیسی: Beach ridge)، خط الراسی است که به موازات یک خط ساحلی کشیده شده‌است. معمولاً از شن و ماسه و همچنین رسوب حاصل از مواد زیرین ساحل تشکیل شده‌است. جابجایی رسوبات توسط امواج را جابجایی ساحلی می‌گویند. جابجایی مواد به موازات خط ساحلی را رانش ساحلی می‌نامند. به حرکت عمود بر ساحل جابجایی دریایی می‌گویند. یک خط الراس ساحلی ممکن است توسط تپه‌های شنی پوشیده شده باشد یا با آنها مرتبط باشد. ارتفاع یک یال ساحلی تحت تأثیر اندازه و انرژی موج است.